# Theoderich (Waldsassen)
Theoderich war Abt des Klosters Waldsassen von 1286 bis 1302.
Theoderich wurde aus dem Kloster Osek berufen und war ein Berater von König Wenzel II. Er unterstützte die Gründung des Klosters Königsaal von Sedletz aus. Unter Theoderich wurde 1299 die Stadtpfarrkirche Mariä Himmelfahrt in Tirschenreuth errichtet. Als Abt resignierte er vorzeitig.